# Xavier Cevallos
Xavier Andrés Cevallos Durán (n. Guayaquil, Ecuador; 22 de junio de 1996) es un exfutbolista ecuatoriano que jugaba de arquero. Actualmente es vicepresidente de divisiones formativas de Emelec.

## Trayectoria

### Inicios
A los 10 años de edad se unió al Club Sport Emelec, estando en las divisiones inferiores hasta llegar al primer equipo. 

### Club Sport Emelec
Posteriormente juega en el equipo de reservas, siendo ocasionalmente suplente del primer equipo, incluso en partidos internacionales. En enero de 2015 fue pretendido por un club de Europa y por un grande de Argentina.

### Rocafuerte Fútbol Club
Xavier Cevallos fue dado en préstamos al Rocafuerte Fútbol Club, por un año con la finalidad de sumar con su talento en el arco para conseguir las aspiraciones que tiene Rocafuerte para acceder a la primera división del fútbol ecuatoriano, así mismo, con la finalidad de ganar experiencia.

### Vuelta al Club Sport Emelec
Luego de que Rocafuerte Fútbol Club no clasificara a la siguiente ronda, Cevallos regresa al Club Sport Emelec para poder ganarse la confianza del cuerpo técnico encabezado por Alfredo Arias.
En el 2017 hizo la pretemporada con el club en Uruguay y participó en partidos amistosos.

### Guayaquil City, Guayaquil Sports y Técnico Universitario
En 2019 pasa a Guayaquil City F. C., en 2021 a Guayaquil Sport y en 2022 a Técnico Universitario.

### Retiro y vínculo a la administración deportiva
El 30 de diciembre de 2022 anunció su temprano retiro a través de su cuenta de Instagram. Posteriormente no se desvinculó al fútbol, pasó a ser gerente de una empresa que gestiona becas deportivas en Estados Unidos. El 31 de mayo de 2025 se anunció su vínculo como vicepresidente de divisiones formativas de Emelec.

## Selección nacional

### Categorías inferiores
Con las categorías menores de la selección de fútbol de Ecuador ha disputado torneos como el Campeonato Sudamericano Sub-15 de 2009, Campeonato Sudamericano de Fútbol Sub-17 de 2013, Campeonato Sudamericano de Fútbol Sub-20 de 2015.
Fue convocado por primera vez al combinado mayor el para un partido amistoso contra la Selección de fútbol de España, el 14 de agosto de 2013. También constó en la lista por la selección Sub-17 por un buen rendimiento en el campeonato local, tapando 2 goles a Brasil y uno al equipo de Argentina. Fue integrante de la selección ecuatoriana que disputó la Copa Mundial Sub-17 de la FIFA ayudando a que Ecuador clasifique hasta octavos de final. Fue convocado para la Selección ecuatoriana de fútbol Sub-20 comandada por Sixto Vizuete, teniendo buenas actuaciones en una Copa COTIF jugada en España, donde ecuador quedó en cuarto lugar.

#### Participaciones en Sudamericanos
| Campeonato                  | Sede      | Resultado    | Partidos | Goles |
| --------------------------- | --------- | ------------ | -------- | ----- |
| Sudamericano Sub-17 de 2013 | Argentina | Primera fase | 4        | 0     |
| Sudamericano Sub-20 de 2015 | Uruguay   | Primera fase | 3        | 0     |

## Clubes
| Club                  | País    | Año         |
| --------------------- | ------- | ----------- |
| C. S. Emelec          | Ecuador | 2012 - 2015 |
| Rocafuerte F. C.      | Ecuador | 2016        |
| C. S. Emelec          | Ecuador | 2017 - 2018 |
| Guayaquil City F. C.  | Ecuador | 2019 - 2020 |
| Guayaquil Sport       | Ecuador | 2021        |
| Técnico Universitario | Ecuador | 2022        |

## Palmarés

### Campeonatos nacionales
| Título             | Club   | País    | Año  |
| ------------------ | ------ | ------- | ---- |
| Serie A de Ecuador | Emelec | Ecuador | 2013 |
| Serie A de Ecuador | Emelec | Ecuador | 2014 |
| Serie A de Ecuador | Emelec | Ecuador | 2015 |
| Serie A de Ecuador | Emelec | Ecuador | 2017 |

## Vida privada
Es hijo de Álex Cevallos y sobrino de José Francisco Cevallos, ambos exarqueros de la selección de Ecuador.